# Saxifraga alpigena
Saxifraga alpigena är en stenbräckeväxtart som beskrevs av H. Sm.. Saxifraga alpigena ingår i Bräckesläktet som ingår i familjen stenbräckeväxter. Inga underarter finns listade i Catalogue of Life.